# 1755 у літературі

## Книги

### П'єси
- «Міс Сара Сампсон» — міщанська трагедія Готгольда Лессінга.

### Нехудожні
- «Словник англійської мови» («англ. A Dictionary of the English Language») — словник Семюела Джонсона.

## Народились
- 5 березня — Йозеф Ігнац Байза, словацький католицький поет, сатирик часів держави Габсбургів
- 31 грудня — Томас Грінвіль, англійський політик, бібліофіл.

## Померли
- 10 лютого — Шарль Луї де Монтеск'є, французький правник, письменник і політичний мислитель.
- 29 грудня — Габріела-Сюзан Барбот де Вільньов, французька письменниця, казкарка.